# Дяченко Ігор Олександрович
Ігор Олександрович Дяченко (7 жовтня 1957, Київ) — український дипломат. Надзвичайний та Повноважний Посол України.

## Біографія
Народився 7 жовтня 1957 року в Києві.
З 20.04.2006 по 07.03.2007 — Надзвичайний та Повноважний Посол України в Іраку.
З 07.03.2007 по 28.11.2007 — Надзвичайний та Повноважний Посол України в Йорданії.